# EX-208
La carretera EX-208 es de titularidad de la Junta de Extremadura. Su categoría es intercomarcal. Su denominación oficial es   EX-208 , de Plasencia a Zorita.

## Historia de la carretera
Es la antigua C-524 que fue renombrada en el cambio del catálogo de Carreteras de la Junta de Extremadura en el año 1997.

## Inicio
Su origen está en la glorieta intersección con   N-630  en Plasencia. (40°01′01″N 6°06′07″O / 40.017008, -6.101969)

## Final
Su final está en la intersección con la   EX-102  en la localidad de Zorita. (39°17′15″N 5°41′58″O / 39.287503, -5.699550)